# Bru (etnia)
I bru sono una minoranza etnica che si è suddivisa in due sottogruppi: i bru orientali, stanziati in Vietnam ed in Laos, ed i bru occidentali, che vivono nella Thailandia del Nordest. Il termine 'bru' significa montagna, e si autodefiniscono kuy bru, popolo delle montagne. La loro lingua, che fa parte della famiglia mon khmer, si suddivide a sua volta nel bru occidentale e nel bru orientale. Rispetto al passato, negli ultimi decenni si sono maggiormente integrati nelle culture statali e buona parte dei bru parla anche la lingua ufficiale del paese dove risiedono.
Si ipotizza che siano migrati dall'India alla valle del Mekong circa 5.000 anni fa. Tuttora vive un'etnia chiamata bru nello Stato nord-orientale indiano di Tripura, ma non vi sono evidenze che sia correlata con i bru del Mekong.

## Distribuzione

### Bru orientali
I bru orientali vivono in Laos ed in Vietnam, e sono strettamente correlati con le etnie khua e so. Parlano diversi dialetti reciprocamente intelligibili, ma sensibilmente diversi da quelli dei bru occidentali.

#### Vietnam
I bru vietnamiti, che vengono chiamati anche van kieu, sono presenti essenzialmente nelle province centrali di Quang Binh e Quang Tri e in quella meridionale di Dak Lak. La popolazione che parla il bru era di circa 55.600 individui nel censimento del 1999. La religione predominante è l'Animismo, ma alcuni si sono convertiti al Cristianesimo. I principali dialetti bru in Vietnam sono il mangkong ed il tri.

#### Laos
I bru sono stanziati in Laos nella parte collinare orientale della provincia di Savannakhet, sul versante ovest di quel tratto della catena Annamita dove ad est vivono i bru del Vietnam centrale. Secondo il censimento del 1999, i bru che parlano la propria lingua erano circa 69.000. La lingua bru orientale nel paese si suddivide nei dialetti Leun, Tri e Mangkong. La maggior parte dei bru in Laos professa l'Animismo.

### Bru occidentali
I bru occidentali sono presenti esclusivamente in Thailandia del Nordest, nelle zone montuose delle province di Mukdahan e Nakhon Phanom, sulla riva opposta del Mekhong rispetto a Savannakhet. Sono i discendenti dei bru che i siamesi deportarono dal Laos nel XIX secolo. Sottoposti dal governo di Bangkok ad un programma di assimilazione culturale chiamato thaificazione, hanno sostanzialmente cambiato il proprio idioma, che conserva solo una parte di quello originale dei bru orientali.
Secondo il censimento del 1991, erano 20.000 i bru che parlano il bru occidentale, di cui la maggior parte si è convertita al Buddhismo Theravada o ha conservato la tradizione animista, mentre pochi sono diventati cristiani. Tale censimento evidenzia il buon grado di integrazione dei bru thailandesi, che avevano un tasso di alfabetizzazione dell'80%. Una piccola comunità si è trasferita negli Stati Uniti.

## Storia
Secondo alcune fonti ed alcuni racconti della loro tradizione orale, i bru migrarono dall'India circa 5.000 anni fa e si insediarono nel medio bacino del Mekong. Nel I millennio d.C. si integrarono con le culture dominanti dell'Impero Khmer e delle municipalità dei mon; modificarono la loro lingua, che viene oggi classificata tra quelle della famiglia mon khmer. Come nell'antichità, anche in questo periodo poterono vivere indisturbati sui fertili territori delle pianure del Mekong. Nella seconda metà del millennio vennero sottomessi dal Principato laotiano di Meuang Sua, l'odierna Luang Prabang, dovettero abbandonare le pianure e trasferirsi nelle zone intermedie tra le pianure e le montagne nell'attuale provincia di Savannakhet. A seguito di tale evento, i laotiani cominciarono a chiamarli lao theung (laotiani intermedi) e kha (schiavi), gruppi che tuttora comprendono anche altre etnie di lingua mon khmer.
Dopo che nel 1778 i regni laotiani vennero resi vassalli del Regno di Ayutthaya, vi fu nel 1826 una ribellione del Re di Vientiane Anouvong, che venne soffocata nel sangue. Per rappresaglia, i siamesi distrussero Vientiane e deportarono nell'odierna Thailandia del Nordest diverse centinaia di migliaia di laotiani, tra i quali una buona parte dei bru. Venne loro assegnata una zona dei monti Phu Phang, compresa tra le province di Nakhon Phanom e Mukdahan, sul lato opposto del Mekong rispetto a Savannakhet.
I bru non accettarono mai la sottomissione ai laotiani ed ai siamesi e spesso si ribellarono. Degna di nota fu la rivolta del 1820 capeggiata dall'eroe della nazione bru Sakiatngong, durante la quale 6.000 bru occuparono e misero a fuoco l'importante città laotiana di Champasak. La ribellione fu soffocata nel sangue ed i bru fuggitivi vennero catturati e venduti come schiavi. Alla ricerca di margini di autonomia, si distinsero nella lotta contro i colonialisti dell'Indocina Francese, ottenendo discreti riconoscimenti dai governi laotiani. Attorno alla metà del XX secolo, molti dei bru occidentali aderirono alle lotte del Partito Comunista della Thailandia, stroncate dal governo nei primi anni ottanta, nel cui programma vi era il miglioramento delle condizioni di vita delle minoranze etniche. Durante la guerra civile laotiana (1953-1975), quelli orientali si schierarono con i comunisti del Pathet Lao, dando supporto all'Esercito Popolare Rivoluzionario Laotiano.
Attraverso le zone montane dove vivono i bru orientali passava il sentiero di Ho Chi Minh, usato dai soldati nordvietnamiti durante la guerra del Vietnam per infiltrarsi a sud. I martellanti bombardamenti americani per danneggiarlo hanno lasciato sul terreno una quantità enorme di bombe che tuttora esplodono, causando morti e mutilazioni tra i bru.

## Economia
La coltivazione principale è quella del riso. I bru hanno appreso dai laotiani le tecnologie agricole, rimpiazzando con i terrazzamenti l'obsoleta pratica del debbio, praticata ormai solo nei villaggi bru delle zone montane più remote. L'aratura avviene con l'utilizzo di bufali d'acqua o buoi. Moderni macchinari come il motocoltivatore sono a disposizione di una ristretta minoranza. Fonti di guadagno tradizionali, come la caccia e la pesca, sono tuttora praticate. Alcuni si sono dedicati con successo al commercio.

## Stile di vita
Ogni villaggio è governato da un principe (chao meuang), rappresentato dal più anziano della tribù, a cui vengono affidate le decisioni più importanti. I bru sono monogami ed ogni famiglia deve contribuire ai bisogni della comunità pagando tributi al principe. Durante le celebrazioni, vengono suonati diversi strumenti, cantati brani folkloristici e raccontate storie tramandate nella tradizione orale del popolo.
L'animismo è la principale religione dei bru, in ogni villaggio è presente nell'area pubblica un altare consacrato allo spirito celeste che protegge la tribù. Osservano strettamente anche il culto degli antenati e vengono approntati luoghi dove venerare gli spiriti dei morti.